# Amadeus Aba
Amadeus Aba (latinsky Amadeus, Omodeus, maďarsky Amadé; ? – 5. září 1311, Košice) byl zemský hodnostář, oligarcha. Jeho otcem byl David rodu Abovců. Stal se zakladatelem rodu Omodejů. Měl syny Jana, Mikuláše, Davida, Ladislava, Omodeje, Dominika a dceru Kateřinu.
Zemský soudce v letech 1283–1285, uherský palatin 1285–1301 a 1302–1311.
Velké zásluhy si získal při odvrácení druhého tatarského vpádu do Uher. Po smrti Ladislava IV. Kumánského byl jedním z nejaktivnějších podporovatelů Ondřeje III. Za to kromě hodnosti palatina získal i celou Užskou župu. Kromě toho vlastnil rozsáhlé majetky v Abově, Sabolčské, Spišské, Šarišské, Turenské a Zemplínské župě. Patřil tak mezi nejbohatší a nejmocnější uherské magnáty.
Po smrti Ondřeje III. zpočátku podporoval jako kandidáta na uherský trůn českého kralevice Václava-Ladislava V. Později se však přidal na stranu Karla Roberta, pro kterého získal město Košice, které do té doby stálo na straně Václava-Ladislava.
Podpora krále však nebyla trvalá. Ze svých majetků vytvořil na severovýchodě země samostatnou državu (s vlastním dvorem se sídlem na hradě Amadévár u města Gönc), v níž vládl nezávisle na královské moci. Zabíral královské majetky, budoval mýtné stanice, mýtné z nichž si nechával pro sebe, a bez královského povolení stavěl hrady.
Mimo jiné na svém hradě poskytl azyl velkopolskému knížeti Vladislavovi Lokýtkovi, budoucímu polskému králi. Později dokonce Omodej s vlastním vojskem vtrhl do Polska, aby pomohl Vladislavovi získat království.
Dostal se do sporů s měšťany Košic, které se snažil ovládnout a kteří se stali oporou krále v boji proti Omodejům. Při jedné z potyček ho nakonec 5. září 1311 košičtí měšťané zabili. Omodejovi synové si vymohli soud, ten však následně využil Karel Robert na potlačení jejich moci. Smlouvou z 3. října 1311 se Omodejové zavázali, že už nebudou usilovat ovládnout Košice a nebudou bránit jejich rozmachu. Kromě toho museli vrátit Abovskou a Zemplínskou župu a plně se podřídit králi. Omodejové tyto podmínky přijali jen formálně. Navázali spojenectví s Matúšem Čákem Trenčanským a na jaře 1312 vyplenili okolí královského města Blatný Potok (maďarsky Sárospatak). Následně odolaly obléhání královského vojska na Šarišském hradě. Při pokusu dobýt Košice se utkali 15. června 1312 s královským vojskem v Rozhanovcích, kde byli poraženi.